# Yoon Sang-jung
Yoon Sang-jung (en hangul, 윤상정; nacida el 17 de enero de 1998) es una actriz surcoreana.

## Carrera
Yoon Sang-jung debutó en el cine con la película Fill in 60 hours, de 2014.
En 2018 apareció en la serie web Short Script. El episodio protagonizado por ella alcanzó más de seis millones de visitas, estableciendo la mayor audiencia en el canal de YouTube.
En marzo de 2021 firmó un contrato exclusivo con la agencia IOK Company.
Desde 2021 empezó a actuar regularmente con papeles secundarios en series televisivas como You Are My Spring, Aquel año nuestro y Propuesta laboral. En la primera, que significó su debut en televisión, interpretó el papel de una estudiante que trabaja media jornada en un café. En Aquel año nuestro fue Ji Ye-in, una inteligente e ingeniosa empleada que forma parte del equipo de planificación. En Propuesta laboral fue Hye-ji, una compañera de trabajo de la protagonista.

## Filmografía

### Cine
| Año  | Título                 | Hangul           | Papel                             | Notas              | Ref.   |
| ---- | ---------------------- | ---------------- | --------------------------------- | ------------------ | ------ |
| 2014 | Fill in 60 hours       | 채워라 60시간!   |                                   |                    | [ 3 ]  |
| 2015 | Amusement Park         | 놀이공원         |                                   | Cortometraje       | [ 2 ]  |
| 2018 | Holiday                | 까치까치 설날은  | (Reparto)                         | Cortometraje       | [ 9 ]  |
| 2019 | Her Last Scene         | 그녀의 씬        | Ji-hyun                           | Cortometraje       | [ 10 ] |
| 2019 | Hello, My Cat          | 나만 없어 고양이 | Amiga de Na-rae                   | Película colectiva |        |
| 2019 | La frecuencia del amor | 유열의 음악앨범  | Trabajadora de media jornada Yoon |                    |        |

### Series de televisión
| Año  | Título                        | Papel        | Canal        | Notas     | Ref.          |
| ---- | ----------------------------- | ------------ | ------------ | --------- | ------------- |
| 2018 | Short Script                  | Inna         |              | Serie web | [ 4 ] [ 11 ]  |
| 2021 | You Are My Spring             | Min Ah-ri    | tvN, Netflix |           | [ 5 ]         |
| 2021 | Aquel año nuestro             | Ji Ye-in     | SBS, Netflix |           | [ 6 ]         |
| 2021 | The Case of the Missing Autho | Lee Yu-ri    |              | Serie web | [ 2 ] [ 12 ]  |
| 2022 | Propuesta laboral             | Kim Hye-ji   | SBS, Netflix |           | [ 7 ] [ 13 ]  |
| 2022 | Shooting Stars                | Eun-soo      | tvN          |           | [ 3 ]         |
| 2023 | Family                        | Lee Mi-rim   | tvN          |           | [ 14 ]        |
| 2023 | Tu tiempo llama               | Hye-mi       | Netflix      | Serie web | [ 15 ]        |
| 2025 | Grupo de estudio              | Choi Hee-won | TVING        | Serie web | [ 16 ] [ 17 ] |

### Teatro
| Año  | Título    | Ref.  |
| ---- | --------- | ----- |
| 2020 | El apagón | [ 2 ] |

## Premios y nominaciones
| Año  | Premios           | Categoría     | Papel             | Resultado |
| ---- | ----------------- | ------------- | ----------------- | --------- |
| 2022 | Premios SBS Drama | Mejor reparto | Propuesta laboral | Nominada  |